# Агонак
Агонак (фр. Agonac) насеље је и општина у југозападној Француској у региону Аквитанија, у департману Дордоња која припада префектури Периже.
По подацима из 2011. године у општини је живело 1.662 становника, а густина насељености је износила 44,65 становника/km². Општина се простире на површини од 37,22 km². Налази се на средњој надморској висини од 120 метара (максималној 224 m, а минималној 110 m).

## Демографија
| 1962. | 1968. | 1975. | 1982. | 1990. | 1999. | 2011. |
| ----- | ----- | ----- | ----- | ----- | ----- | ----- |
| 1.113 | 1.162 | 1.027 | 1.059 | 1.342 | 1.451 | 1.662 |

График промене броја становника у току последњих година